# Güirapucuti
Güirapucuti is een Guaraní-gemeenschap, gelegen ten noorden van Charagua in het zuidwesten van Bolivia.
Güirapucuti ligt op een hoogte van ongeveer 800 meter boven zeeniveau. De gemiddelde neerslag is ruim 800 millimeter per jaar. Deze neerslag valt vaak geconcentreerd in een aantal felle buien in de maanden januari, februari en maart.
Rond 2005 heeft de Boliviaanse overheid in Güirapucuti een irrigatiestelsel aangelegd. De kosten bedroegen ongeveer 140 duizend US$.

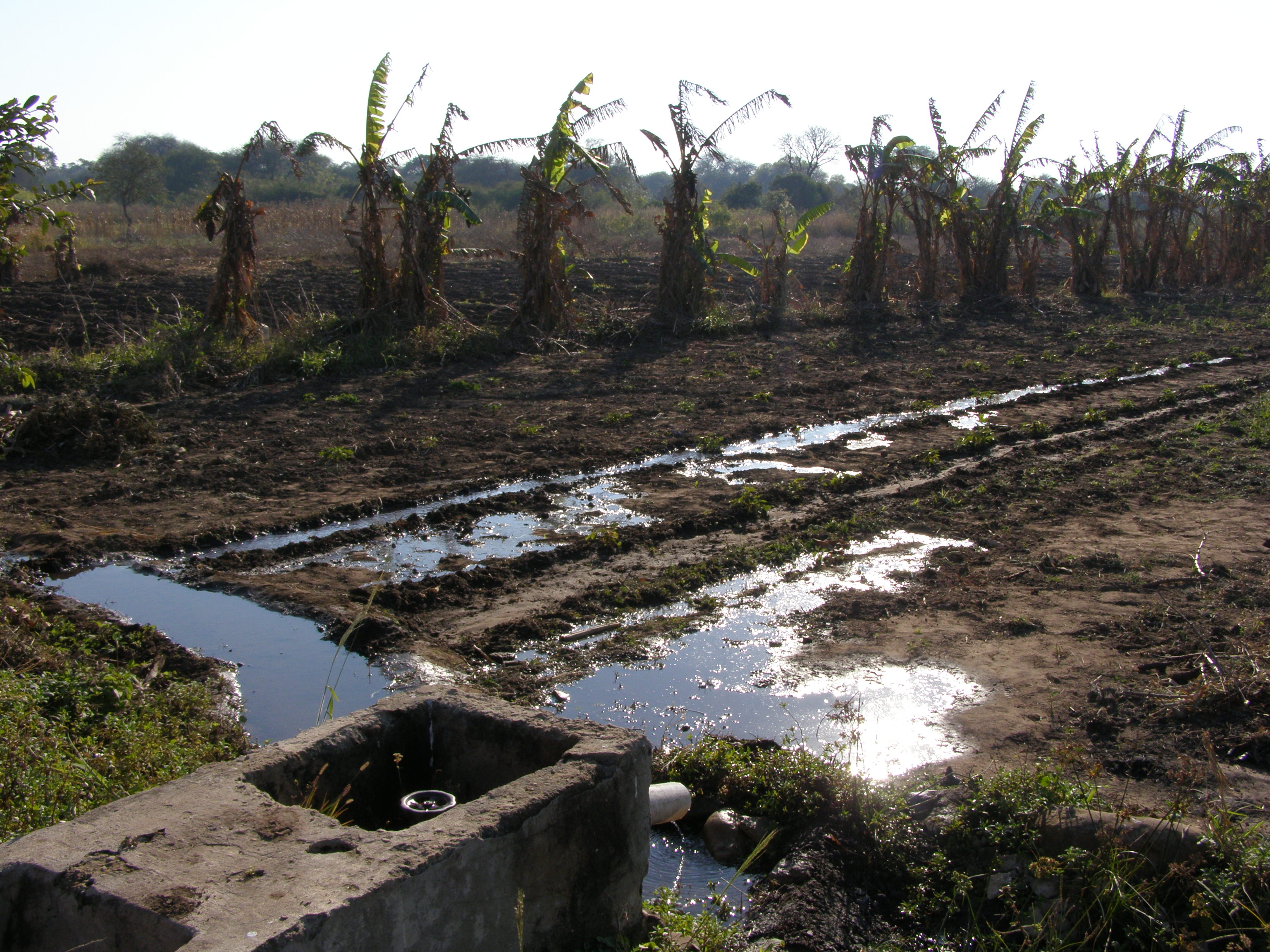
Irrigatie in Güirapucuti

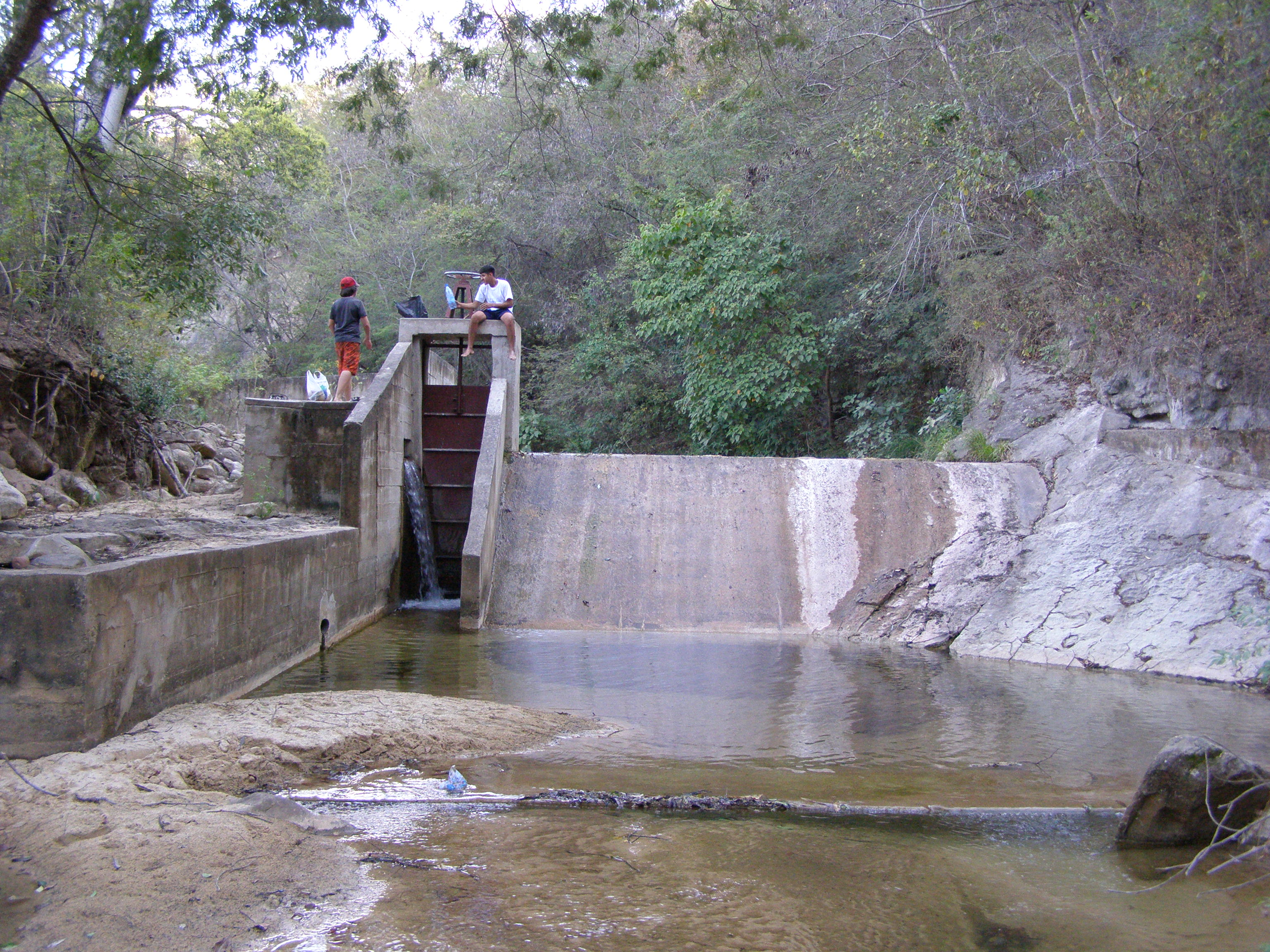
De dam van het irrigatiestelsel van Güirapucuti